# Arquidiocese de Acra
A Arquidiocese de Acra (Archidiœcesis Accraënsis) é uma circunscrição eclesiástica da Igreja Católica situada em Acra, Gana. Seu atual arcebispo é John Bonaventure Kwofie, C.S.Sp. Sua Sé é a Catedral do Espírito Santo.
Possui 36 paróquias servidas por 199 padres, abrangendo uma população de 4 865 460 habitantes, com 7,9% da dessa população jurisdicionada batizada (382 370 católicos).

## História
A prefeitura apostólica de Acra foi erigida em 9 de dezembro de 1943 pela bula A Latore Aureo do Papa Pio XII, recebendo seu território do vicariato apostólico da Costa do Ouro (atual Arquidiocese de Cape Coast).
Em 12 de junho de 1947 a prefeitura apostólica foi elevada a vicariato apostólico com a bula Si evangelicos fructus do Papa Pio XII.
O vicariato apostólico foi elevado a categoria de diocese em 18 de abril de 1950 com a bula Læto accepimus do mesmo Papa Pio XII, sendo sufragânea da Arquidiocese de Cape Coast.
Em 6 de julho de 1992 cedeu uma parte do seu território em vantagem da ereção da Diocese de Koforidua e ao mesmo tempo foi elevada a dignidade de arquidiocese metropolitana com a bula Quæ maiori do Papa João Paulo II.
Entre 8 e 10 de maio de 1980, foi uma das etapas da visita apostólica do Papa João Paulo II ao Zaire, Congo, Quênia, Gana, Alto Volta e Costa do Marfim.

## Prelados
|                          | Nome                             | Período    | Notas                                |
| Arcebispos               | Arcebispos                       | Arcebispos | Arcebispos                           |
| ------------------------ | -------------------------------- | ---------- | ------------------------------------ |
| 3º                       | John Bonaventure Kwofie, C.S.Sp. | 2019-      | Atual                                |
| 2º                       | Gabriel Charles Palmer-Buckle    | 2005-2018  | Nomeado Arcebispo de Cape Coast      |
| 1º                       | Dominic Kodwo Andoh †            | 1992-2005  |                                      |
| Bispos                   |                                  |            |                                      |
| 3º                       | Dominic Kodwo Andoh †            | 1971-1992  |                                      |
| 2º                       | Joseph Oliver Bowers, S.V.D. †   | 1953-1971  | Nomeado Bispo de São João-Basseterre |
| 1º                       | Adolph Alexander Noser, S.V.D. † | 1944-1953  | Nomeado Arcebispo de Madang          |
| Bispo-auxiliar           |                                  |            |                                      |
|                          | Anthony Narh Asare               | 2023-      | Atual                                |
|                          | John Kobina Louis                | 2023-      | Atual                                |
|                          | Joseph Oliver Bowers, S.V.D.     | 1952-1953  |                                      |
| Administrador Apostólico |                                  |            |                                      |
|                          | Gabriel Charles Palmer-Buckle    | 2018-2019  | Arcebispo de Cape Coast              |